# Морська вулиця (Херсон)
Вулиця Морська — вулиця в Херсоні, розташована в Центральному районі, в південно-східній частині центру міста. Пролягає від проспекту Незалежності та формує єдину лінію з вулицею Віктора Гошкевича, що спрямована в протилежний бік від проспекту Незалежності, на захід. Закінчується тупиком. Незважаючи на центральне місцерозташування, більше схожа на затишний провулок. Найближчі вулиці, що також спрямовані на схід від проспекту Незалежності - Гімназична з півночі та Портова з півдня.

## Відомі будинки

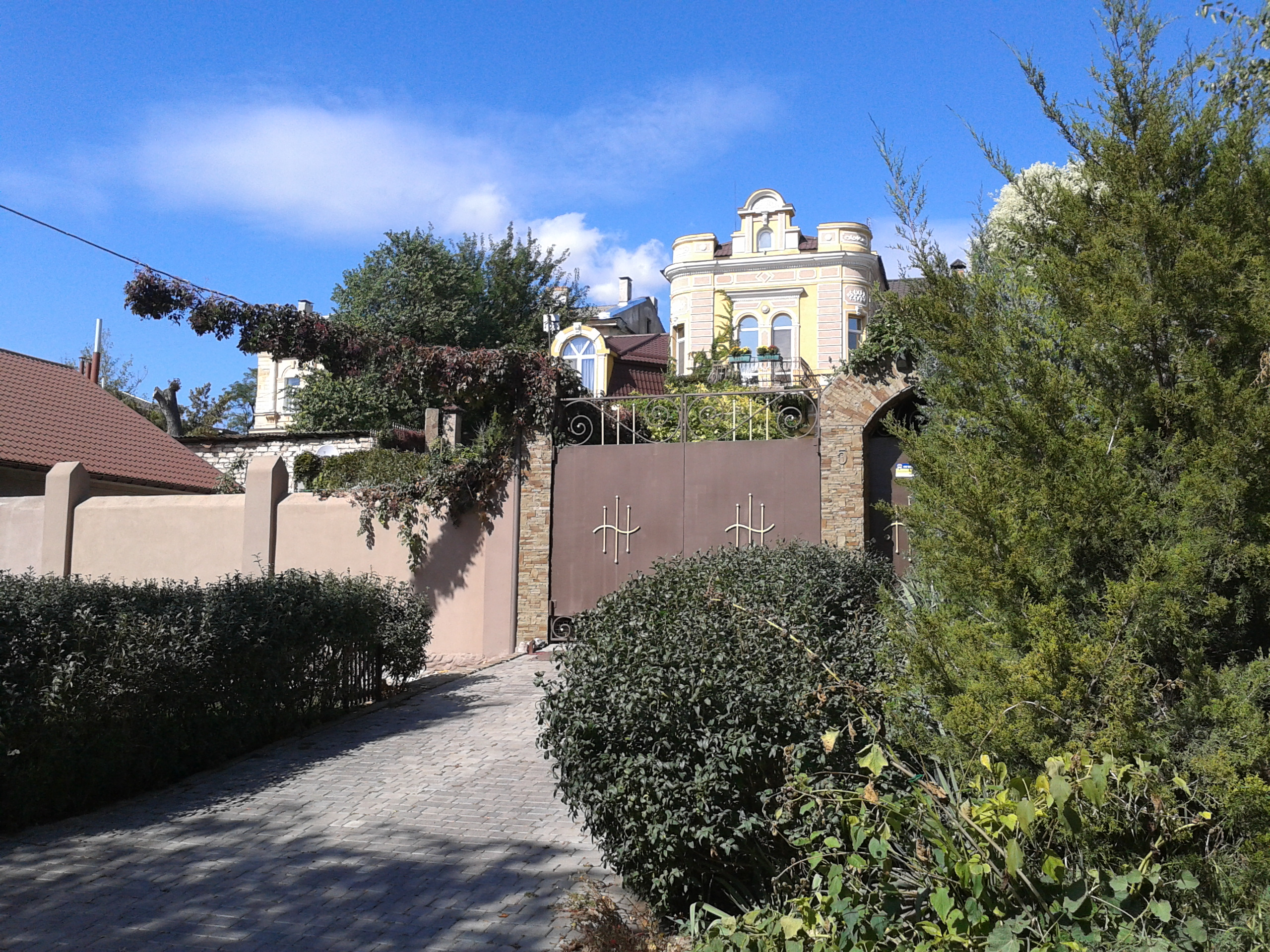
вул. Морська, 5 — Житловий будинок, 1900-ті. Коорд.:.

- №  4 — госпіс;
- №  5 — Житловий будинок (мур.), 1900 р. Пам'ятка архітектури (історії), охоронний номер: 230064, 23-а-Хр;
- № 13 — Управління освіти і науки Херсонської обласної державної адміністрації.